# William Kemmler
William Francis Kemmler (Filadelfia, 9 de mayo de 1860 - Auburn, 6 de agosto de 1890) fue un vendedor ambulante de verduras en los barrios bajos de Búfalo, Nueva York, condenado por asesinato, siendo la primera persona de la historia ejecutada en la silla eléctrica.

## Biografía
El 29 de marzo de 1889, Kemmler, hijo de inmigrantes alemanes alcohólicos y él mismo también conocido alcohólico, asesinó a su amante Tillie Ziegler con un hacha pequeña. Fue sentenciado a ser ejecutado el 6 de agosto de 1890, a las 6:00 AM. Sus abogados apelaron argumentando que la electrocución era un castigo cruel e insólito. George Westinghouse, uno de los partidarios de la corriente alterna como estándar en la distribución de electricidad, apoyó su petición. Sin embargo, la petición falló en parte debido al apoyo de Thomas Edison con la posición del estado (Edison era partidario de la corriente continua, y utilizó la ejecución mediante silla eléctrica como publicidad para que la gente se convenciera de que la corriente alterna era peligrosa).
Los detalles prácticos de la silla fueron ultimados por el primer electricista estatal, Edwin Davis.

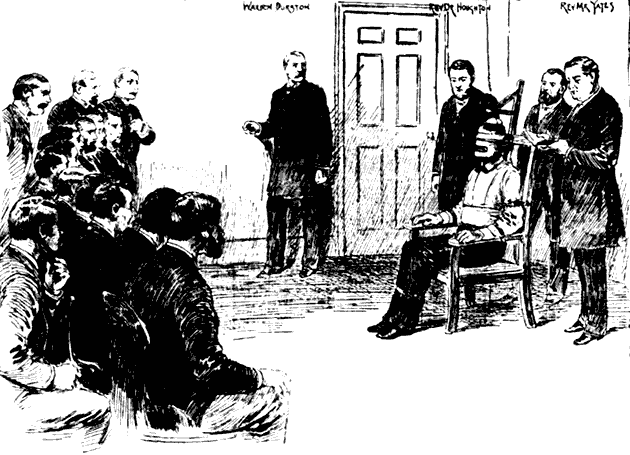
Ejecución de William Kemmler.

Después de vestirse rápidamente, desayunar y orar, Kemmler entró a la sala a las 6:38 y fue presentado a los diecisiete testigos. Miró la silla y les dijo: "Caballeros, les deseo buena suerte. Creo que voy a un buen lugar y estoy listo para partir". Según los presentes, mantuvo la compostura, no lloró, suplicó ni opuso resistencia alguna. Fue atado a la silla, su rostro cubierto y el sistema metálico colocado sobre su coronilla afeitada. Le dijo al guardián que lo preparó: "Tómatelo con calma y hazlo correctamente, no tengo prisa". El guardián se retiró contestándole: "Adiós, William".
La primera tentativa de ejecución fracasó: Kemmler tuvo sobresaltos durante 17 segundos, pero permaneció vivo. El voltaje fue aumentado a 2,000 voltios, pero el generador necesitaba tiempo para cargarse de nuevo. Durante este intervalo, se oyó gemir a Kemmler, mal quemado. La segunda tentativa duró más de un minuto y la escena fue descrita por muchos de los presentes como espantosa, con un fuerte olor a carne quemada y humo emanando de la cabeza de Kemmler. Westinghouse más tarde comentó: "Mejor si hubieran usado un hacha". Un reportero que lo atestiguó también dijo: "Era un espectáculo horrible, mucho peor que el ahorcamiento".
La novela de Christopher Davi "Una ojeada al siglo veinte" (A Peep into the Twentieth Century - Harper & Row, 1971) presenta una ficción de las últimas semanas de la vida de Kemmler y la guerra entre los partidarios de la corriente continua y la alterna.